# Chris Jack
Christopher Raymond Jack (Christchurch, 5 de septiembre de 1978) es un ex–jugador neozelandés de rugby que se desempeña como segunda línea.

## Selección nacional
Fue convocado a los All Blacks por primera vez en junio de 2001 para enfrentar a los Pumas, fue un jugador regular de su seleccionado y disputó su último partido en octubre de 2007 ante Les Bleus. En total jugó 67 partidos y marcó cinco tries para un total de 25 puntos.

### Participaciones en Copas del Mundo
Disputó las Copas del Mundo de Australia 2003 donde Jack le marcó un try a Francia y los All Blacks llegaron a semifinales invictos pero allí fueron vencidos por los locales; los Wallabies y Francia 2007 donde los anfitriones que estaban obligados a hacer un buen papel, consiguieron eliminar a los All Blacks en cuartos de final. Este histórico fracaso le costó nuevas convocatorias a algunos jugadores y ese fue el caso de Jack que no volvió a ser convocado a su seleccionado.
| Mundial                       | Sede      | Resultado        | PJ | Tries |
| ----------------------------- | --------- | ---------------- | -- | ----- |
| Copa Mundial de Rugby de 2003 | Australia | Tercer puesto    | 5  | 1     |
| Copa Mundial de Rugby de 2007 | Francia   | Cuartos de final | 5  | 1     |

## Palmarés
- Campeón del The Rugby Championship de 2002, 2003, 2005, 2006 y 2007.
- Campeón del Super Rugby de 1999, 2000 2002, 2005 y 2006.
- Campeón de la Mitre 10 Cup de 2001 y 2004.